# Jesse Livermore
Jesse Lauriston Livermore (Nova Iorque, 26 de julho de 1877 - Nova Iorque, 28 de novembro de 1940) foi um notável especulador americano do início do século XX.

## Biografia
Considerado por muitos o melhor especulador da sua época ou mesmo de todos os tempos, embora não tenha sido a primeira celebridade do mundo da especulação, foi o mais famoso de seu tempo.
Jesse Lauriston Livermore é possivelmente o maior ícone da história de Wall Street de todos os tempos. Saiu de casa aos 14 anos, com 5 dólares no bolso, e foi trabalhar numa corretora de valores na Cidade de Boston estado de Massachusetts. Graças a seu notável talento natural, enorme capacidade de suportar pressão emocional quando submetido a posições extremamente elevadas, enorme dedicação ao estudo dos mercados e boa disciplina, em pouco tempo se tornou um dos traders mais bem sucedidos da história. Em 1907 reuniu uma fortuna de 3 milhões de dólares, algo equivalente a mais de US$ 30 milhões nos dias de hoje. Antes da quebra da bolsa de Nova Iorque (algumas fontes afirmam que após a quebra da Bolsa é que alcançou esta fortuna), em 1929, Livermore tinha mais US$ 100 milhões, o que situava entre os homens mais ricos do mundo na época. Ao longo de sua vida, conquistou e perdeu 4 vezes fortunas multimilionárias. Mesmo após sua última perda, no ano antes de sua morte, ainda deixou à seus herdeiros um patrimônio líquido equivalente à 5 milhões de dólares em valores da época. Assim, considerando tanto o bilhete deixado supostamente por ele e revelado então pela polícia, como os consideráveis ganhos que havia obtido durante a Primeira Guerra Mundial e as oportunidades de lucro nos mercados que a Segunda Guerra Mundial, que então se iniciava, oferecia; mais indícios de que sofria de depressão, doença não plenamente identificada naquele tempo, tudo isso somado, sem citar algumas teorias conspiratórias; é improvável que tenha cometido suicídio por motivos financeiros, embora como lembra Max Gunther, em seu livro "Os Axiomas de Zurique" (outro clássico da especulação):
"...Nunca é possível saber-se, exatamente, por que alguém resolveu acabar com a própria vida. ...as pessoas ficam tentando distinguir quais foram as razões verdadeiras, e o que são apenas explicações fáceis. Jesse Lauriston Livermore foi um homem complexo, com uma vida complexa e é possível que o seu suicídio tenha sido motivado por problemas sobre os quais nada sabemos".
Livermore deixou um legado bibliográfico que é seguido por muita gente; no livro "Reminiscências de um especulador financeiro", o jornalista Edwin Lefèvre, conta a história de Livermore, embora não mencione o nome do personagem narrador, todos sabem tratar-se de Jesse Livermore. Outro livro, este escrito pelo próprio Livermore, recentemente traduzido para português europeu (ver ligações externas), "How to Trade in Stocks" (Como negociar Ações), publicado no ano de sua morte, que à época de seu lançamento não foi bem recebido, hoje é uma obra considerada por traders de todo o mundo como mais um clássico do gênero que resume tanto a psicologia, como a filosofia e conceitos fundamentais não apenas sobre negociação com ações, mas com ativos de papel de um modo geral nos mercados financeiros.

## Estratégia
No início de sua carreira, Livermore atuava principalmente com operações curtas de compra e venda, sem olhar para o valor intrínseco das ações. Quando migrou das bucketshops para as grandes corretoras de Wall Street, faliu pela primeira vez e percebeu que este método não era o mais apropriado. Depois disso, ainda insistiu no método e, antes de completar 20 anos de idade, chegou a falir 4 vezes, até finalmente decidir que seria necessário reformular sua estratégia. Inicialmente ele realizava o que hoje se conhece como "scalping", e depois que encontrou um método apropriado para Wall Street passou a operar em tendência. Foi a partir daí que sua fortuna realmente cresceu até torná-lo um dos homens mais ricos do mundo. Há vários livros nos quais se descreve (ou se tenta descrever), com diferentes níveis de detalhes, como era sua estratégia. Ele basicamente tentava identificar pontos de reversão, e a partir daí entrava e seguia o mercado até chegar no ponto oposto em que o mercado mudava novamente de direção.
Tanto durante um momento descendente como ascendente do mercado, Livermore sempre operava, vendendo ou comprando. Livermore apenas seguia o preço e movia-se com ele para o lado que oferece menos resistência.